# Cayetano Descalzi
Cayetano Descalzi (1809-1886) fue un pintor genovés que desarrolló su profesión en la provincia de Buenos Aires (Argentina), desde su llegada en 1828. 
Gaetano Descalzi nació en Chiavari (Génova, Italia) en 1809. Era hijo de José Cayetano Descalzi, ebanista, y de María Cánepa. Migró a Buenos Aires en 1823, junto con sus hermanos Pedro y Nicolás (1801-1857). Este último se desempeñó como ingeniero topógrafo durante la denominada "Expedición al Desierto", comandada por el gobernador Juan Manuel de Rosas.
En 1830, Descalzi se casó con Juliana Miró, la madre viuda de Carlos Morel, quien también se convertiría en un notable artista.

## Obra
Al igual que otros pintores extranjeros asentados en el Buenos Aires de la época, como Carlos Enrique Pellegrini o Jacobo Fiorini, Descalzi se dedicó principalmente a la pintura de retratos para la clase alta porteña.
Descalzi es reconocido por sus retratos de Juan Manuel de Rosas. En el retrato realizado alrededor de 1835, se ve a un Rosas de tres cuartos de cuerpo sentado, con uniforme militar, banda, bastón de mando, y medalla de la expedición a la frontera realizada en 1833.Un segundo retrato, el más conocido, funcionó como modelo para la litografía titulada "Rosas el Grande", dibujada en 1841 en París por Julien sobre un original de Descalzi, e impresa al año siguiente por Lemercier, Benard y Cía.Habría sido el propio Descalzi quien mandara a litografiar esta obra, con financiamiento del gobierno bonaerense, durante un viaje realizado a Francia en 1840.
Realizó el retrato de Tomás Giráldez; para Ribera, "...es un retrato conciso y de franco empaque; y, no obstante el carácter naïf de la tela, el personaje está dotado de un aristocrático señorío.” Su Autorretrato (1843), conservado en el Complejo Museográfico Provincial "Enrique Udaondo", según Ribera, "...nos muestra un rostro sensual, enmarcado por una abundante cabellera oscura, cejas pobladas y sotabarba; y como también es oscura la corbata que anuda en su cuello, el claro de la tez destaca un óvalo perfecto." En aquel complejo museográfico se encuentra el óleo Familia de Lastra en el año 1849, que retrata a Josefa Cañedo Pintos de Lastra, y sus hijos Clara, Josefa, Victorina y Claudio, un pariente y dos negras esclavas. Otra obra significativa es el retrato de un señor Zemborain con su hija, firmado y fechado en 1843, y hoy resguardado en el Museo Histórico de Buenos Aires "Cornelio Saavedra".
Ejerció la docencia artística en su taller partícular. En 1855 dictaba la cátedra de dibujo en el Colegio Filantrópico Bonaerense. Uno de sus alumnos fue Cándido López. Otro de sus alumnos fue el pintor Claudio Lastra.

## Galería

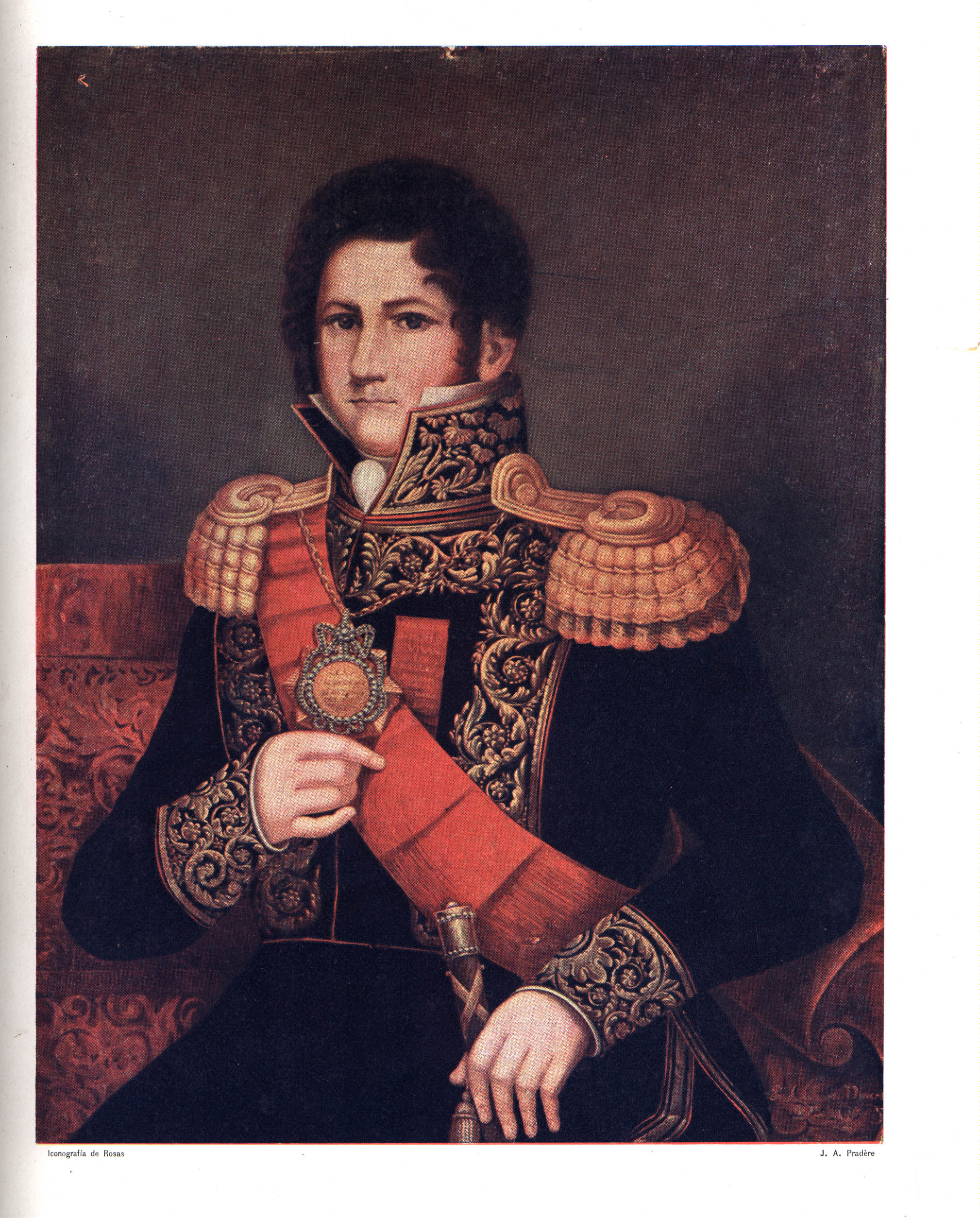
Cayetano Descalzi. Juan Manuel de Rosas. ca. 1835. Museo Histórico Nacional, Argentina.
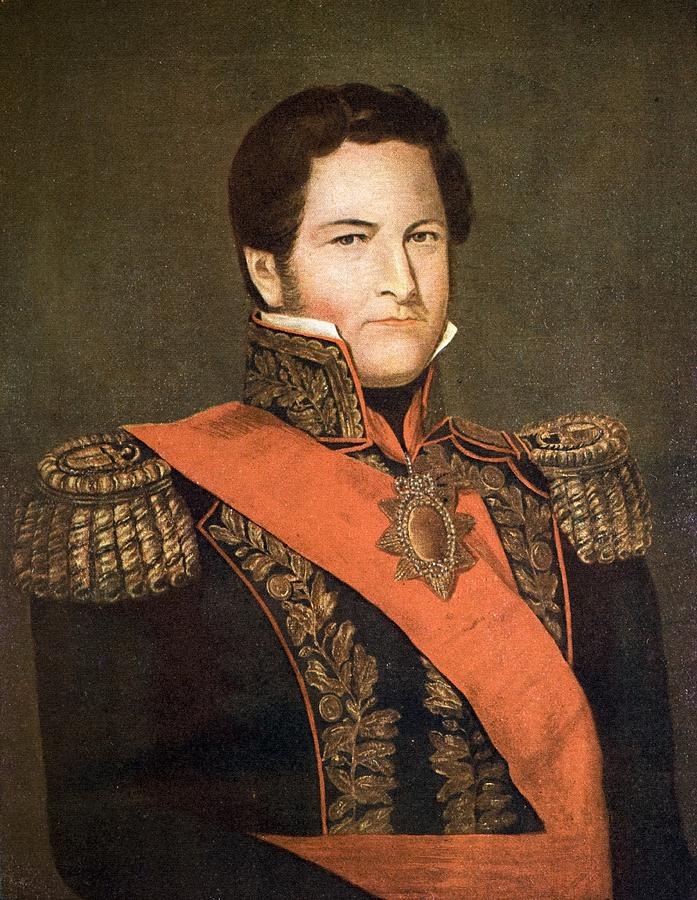
Cayetano Descalzi. Juan Manuel de Rosas. Ca. 1840. Museo Histórico Nacional, Argentina.
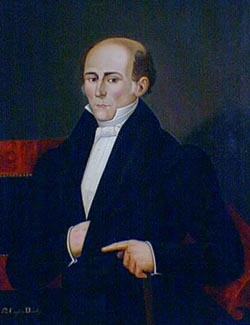
Cayetano Descalzi. Retrato del Conde Giraldez y Giraldez, c. 1840. Museo Nacional de Bellas Artes, Argentina.
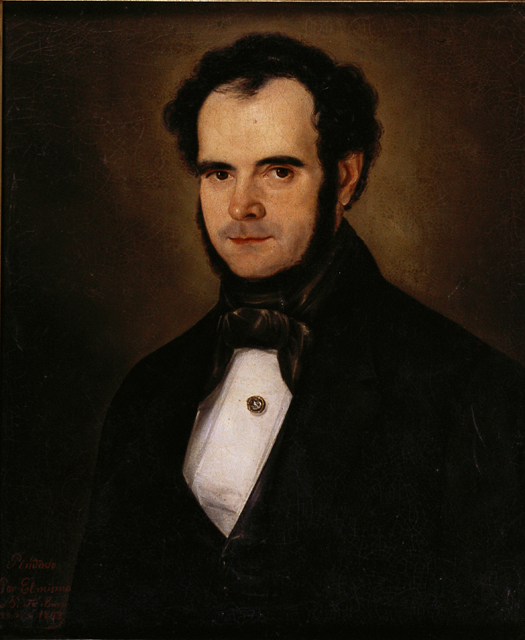
Cayetano Descalzi. Autorretrato. 1843. Complejo Museográfico Enrique Udaondo, Luján, Buenos Aires, Argentina.
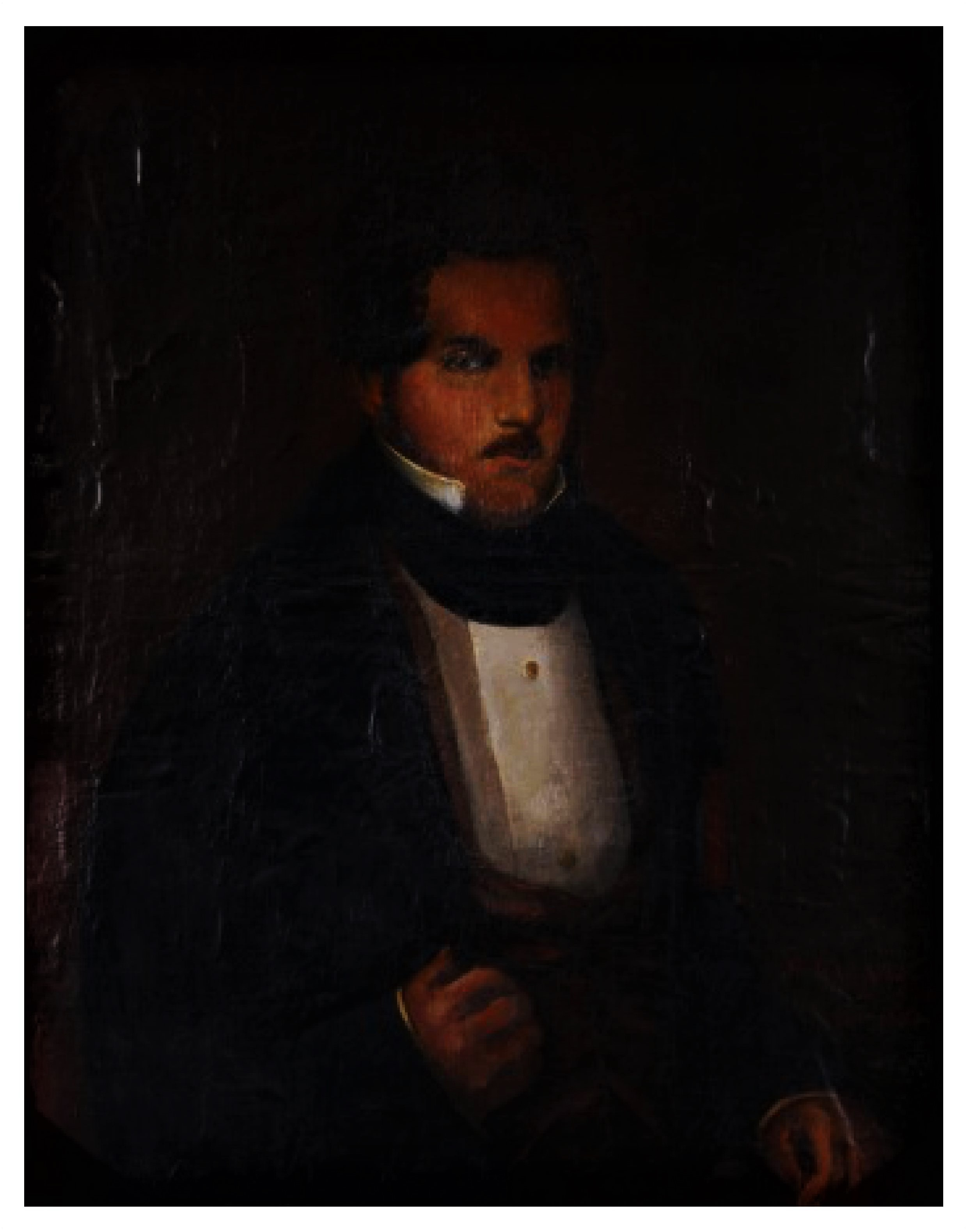
Cayetano Descalzi. Retrato del capitán Apolinario Linera. 1838. Museo Histórico Nacional (Argentina).